# Georges Guillez

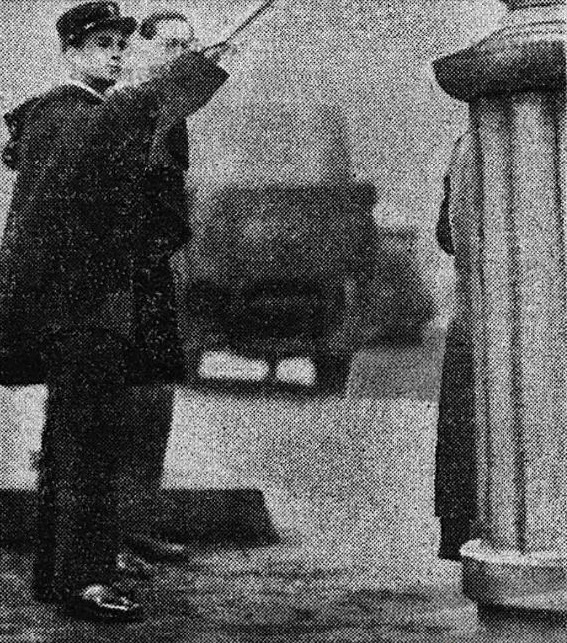
Georges Guillez in seinem bürgerlichen Beruf als Schutzpolizist (hier an der Rue Lafayette in Paris, 1934)

Georges Guillez (* 3. September 1909 in Saint-Denis; † 15. April 1993 in Meaux) war ein französischer Sprinter.
1934 gewann er bei den Leichtathletik-Europameisterschaften in Turin mit der französischen Mannschaft Silber in der 4-mal-400-Meter-Staffel und schied über 200 m im Vorlauf aus.
Bei den Olympischen Sommerspielen 1936 in Berlin schied er im Vorlauf der 4-mal-400-Meter-Staffel aus.
Seine Bestzeit über 400 m von 48,8 s stellte er 1935 auf.